# Mike Anderson (allenatore di pallacanestro)
Michael Andre Anderson, detto Mike (Birmingham, 12 dicembre 1959), è un ex cestista e allenatore di pallacanestro statunitense.
È il padre di Yvonne Anderson.

## Palmarès
- NABC Coach of the Year (2009)
- Clair Bee Coach of the Year Award (2009)